# Mauro Bortolotti
Mauro Bortolotti (Narni, 26 novembre 1926 – Roma, 14 novembre 2007) è stato un compositore italiano.

## Biografia
Ha studiato presso il Conservatorio di Santa Cecilia a Roma, diplomandosi in composizione con Goffredo Petrassi, pianoforte con Rodolfo Caporali e organo con Fernando Germani. Ha frequentato dal 1957 al 1968 i Ferienkurse für Neue Musik a Darmstadt, specializzandosi in quegli stessi anni presso lo studio fiorentino di musica elettronica di Pietro Grossi. Innovatore della musica contemporanea, è stato tra gli esponenti più attivi ed eminenti dell'avanguardia musicale romana. Cofondatore a Roma al principio degli anni ‘60, assieme a Franco Evangelisti, Domenico Guaccero, Egisto Macchi, Daniele Paris, Mario Bertoncini e Antonio De Blasio, dell'associazione per la musica contemporanea Nuova Consonanza, ha indagato il rapporto tra musica e nuove tecnologie anche in ambito istituzionale e universitario presso il CNUCE (Centro Nazionale Universitario di Calcolo Elettronico) dell'Università di Pisa. Ha insegnato Composizione ai Conservatori "Licinio Refice" di Frosinone (dal 1978 al 1981) e "Santa Cecilia" di Roma (dal 1981 al 1993). Per due volte è stato presidente di Nuova Consonanza: nel triennio 1983-1985 e nel biennio 1995-1996. È stato direttore artistico dell'Orchestra Regionale di Roma e del Lazio dal 1994 al 2000.. Particolare rilievo ha assunto, lungo l'intero arco della sua produzione, il profondo rapporto con la poesia, che lo ha spinto a musicare, tra gli altri, testi di Scotellaro, Eluard, Cummings, Berryman, Marziale, Pasolini, Giuliani, Pessoa, Majakovskj, Rilke. All'interno della sua attività ha svolto una particolare importanza anche la funzione di didatta, che lo ha visto docente di molti giovani compositori destinati a rivestire nei decenni successivi ruoli di primo piano nella scena musicale italiana (tra gli altri, Paolo Rotili, Lucio Gregoretti, Fabrizio De Rossi Re).
Le sue opere sono pubblicate dagli editori Suvini Zerboni (Milano), Ricordi (Milano) e Edipan (Roma). L'archivio di Mauro Bortolotti, comprensivo di manoscritti, partiture, spartiti, dischi, libri di argomento musicale, lettere etc., è conservato presso la biblioteca dell'Accademia di Santa Cecilia sita nell'Auditorium Parco della Musica in Roma. Dal 2015 gli è stato intitolato l'Auditorium di Narni, sua città natale, ospitato nell'ex chiesa medioevale di San Domenico.

## Composizioni
Tra le sue opere principali si ricordano: 4 poesie di Paul Éluard, per soprano, clarinetto e violoncello (1959-1978); Contre 2, per soprano e 5 strumenti (1965-1967); Parentesis, per  clarinetto, fagotto e pianoforte (1967); Trasparencias, per clavicembalo e archi (1968); Pour le piano, per pianoforte (1969); E tuttavia…, per 11 archi (1973); Sine nomine, per 5 strumenti (1974); Gran Duo da concerto, per pianoforte a 4 mani (1975); Studio dal vero: BS 28.V.74, per 15 strumenti (1975); Quartetto (Preludio a Berryman), per quartetto d'archi (1979); Room 231: Something black, per soprano e quartetto d'archi (1980); Sinfonia “Est animum”, per orchestra (1985); Homage to India, per 8 fiati e contrabbasso (1989); Nell'impoetico mondo, per soprano e sei strumenti (1989); Grandes misterios habitam. Omaggio a Pessoa, per soprano e orchestra (1992); Della guerra, del mistero, delle stelle, per 6 strumenti (1995); O poeta è um fingidor, per viola e 8 strumenti (1999); Cadenze, quasi un concerto, per flauto e orchestra (1999); Dovuto a G. Bruno Nolano, per timpani e 12 strumenti a fiato (2002); … questa umidità, l'acqua calcarea. Frammenti per Thomas Bernhard, per soprano, voce recitante, percussioni e nastro magnetico (2004-2006); Ou le silence. Studio per le Elegie duinesi, per soprano e orchestra (2006).